# Pteroplatus anchora
Pteroplatus anchora là một loài bọ cánh cứng trong họ Cerambycidae.